# Elisabeth Yaoudam
Elisabeth Yaoudam, née le 5 juin 1983 à Yaoundé au Cameroun, est une écrivaine camerounaise et enseignante d'universités,.

## Biographie
Elisabeth est une enseignante chercheure dans le domaine de la littérature orale. Elle obtient en 2014 son doctorat à l'Université de Ngaoundéré et en 2019 son habilitation à diriger des recherches (HSR) à l'Université de Maroua.
Les recherches d'Elisabeth portent sur les mutations des littératures orales en contexte de modernité et aux questions de genre, avec une attention particulière à celles qui touchent aux représentations sociales de la femme.

## Œuvres
- Elisabeth Yaoudam, « Les chansons : l'implicite de la distraction chez les femmes mafa », dans Clément Dili-Palaï et Kolyang Dina Taïwé, Culture et Identité au Nord-Cameroun, Paris, L'Harmattan, 2008 (ISBN 9782296060654), p. 65-86
- Les larmes du coeur, Edilivre-Aparis, coll. « Tremplin », 2011, 80 p. (ISBN 9782332458476)
- Contes et mythes mafa du Cameroun, L'harmattan, coll. « HARMATTAN CAMEROUN », 2012, 174 p. (ISBN 9782336000749)[4],[5].
- Elisabeth Yaoudam et Pare Daouda, " Les métamorphoses féminines dans la littérature orale africaine ", in Métamorphoses féminines : émergences et évolutions dans les littératures francophones contemporaines, Paris, Éditions des Archives Contemporaines, 2018
- Elisabeth Yaoudam et Dili Palaï Clément, Littératures orales africaines. Transmission, réception et enjeux pédagogiques, Yaoundé, Dinimber & Larimber, 2019, 224 p. (ISBN 9789956745975)
- Élisabeth Yaoudam et Jacques Raymond Koffi Kouacou, Les littératures orales africaines : entre mondialisation, mondialité et postcolonialité, Editions Cheikh Anta Diop, 2020, 370 p. (ISBN 978-9956-657-95-7)[3].